# Резолюція Ради Безпеки ООН 1970
Резолюція Ради Безпеки ООН 1970 — резолюція, прийнята всіма п'ятнадцятьма країнами-членами Ради Безпеки ООН 26 лютого 2011 у зв'язку з повстанням у Лівії і що стосується санкцій у відношенні режиму Муаммара Каддафі, а також допомоги лівійському народові

## Основні положення
- ООН вимагає покласти край насильству і закликає вжити заходів для задоволення вимог населення;
- ООН закликає владу поважати права людини, надати доступ міжнародним спостерігачам, забезпечити безпеку всіх іноземних громадян та їх майна, забезпечити доставку в країну товарів гуманітарного та медичного призначення і доступ для гуманітарних установ та працівників, скасувати обмеження щодо засобів масової інформації ;
- ООН просить всі держави-члени сприяти евакуації всіх бажаючих іноземних громадян;
- ООН постановляє передати питання про ситуацію в Лівії на розгляд Прокурора Міжнародного кримінального суду ;
- ООН накладає ембарго на постачання зброї до Лівії;
- ООН запроваджує заборону на поїздки до держави-члени для деяких родичів і найближчих прихильників Каддафі, імена яких зазначені у додатку;
- ООН постановляє, що всі держави-члени повинні заморозити грошові кошти Каддафі і найближчих членів сім'ї, імена яких зазначені у додатку;
- ООН постановляє заснувати комітет Ради Безпеки щодо ситуації в Лівії;

## Голосування
| За (15) | Утримались (0) | Проти (0) |
| --- | -------------- | --------- |
| - Велика Британія - США - Франція - Боснія і Герцеговина - Габон - Колумбія - Ліван - Нігерія - Португалія - ПАР - КНР - Росія - Бразилія - Німеччина - Індія |                |           |